# گرالدو فرانسیسکو دوس سانتوس
گرالدو فرانسیسکو دوس سانتوس (به پرتغالی: Geraldo Francisco dos Santos) بازیکن فوتبال اهل برزیل است که در شهر سائوپائولو و در تاریخ ۱۱ ژوئن ۱۹۶۲ به دنیا آمده‌است.
گرالدو فرانسیسکو دوس سانتوس در تیم‌های فوتبال América سابقهٔ حضور دارد.